# سانتا کروس د لا پالما
سانتا کروس د لا پالما (به اسپانیایی: Holy Cross of La Palma‎) یک شهرستان در اسپانیا با جمعیت ۱۷٬۱۳۲ نفر است که در جزایر قناری واقع شده‌است.

## نگارخانه

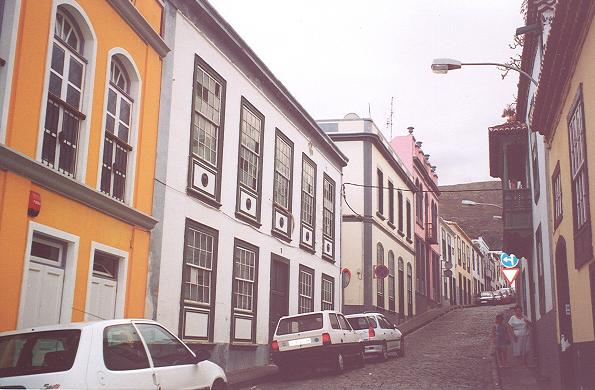
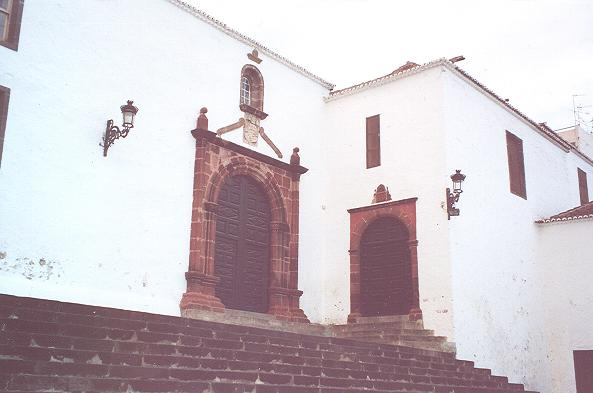